# Archanara neurica
Archanara neurica là một loài bướm đêm trong họ Noctuidae.